# Nice & Slow
Nice & Slow (englisch für „schön langsam“) ist ein Lied des US-amerikanischen Sängers Usher, das im September 1997 erschien.

## Entstehung und Veröffentlichung
Das Lied wurde vom Interpreten selbst geschrieben, zusammen mit den Koautoren Brian Casey, Jermaine Dupri und Manuel Seal. Dupri zeichnete zudem auch für die Instrumentierung (Gitarre) und Produktion verantwortlich. Das Lied wurde von Phil Tan im Somewhere in College Park Studio in College Park (Georgia, USA) aufgenommen. Dupri und Tan mischten das Stück mit Unterstützung von John und Brian Frye im Studio LaCoCo in (Atlanta, Georgia, USA) ab. Dupri erinnerte sich, dass er Usher sagte, er brauche eine Ballade, um "die Welt zu bewegen". Zuerst wurde der Rhythmus konzipiert und der Text darauf angepasst. Die Komposition und Aufnahme habe vier Stunden gedauert.
Die Erstveröffentlichung von Nice & Slow erfolgte am 16. September 1997 bei LaFace Records, als Teil von Ushers zweiten Studioalbum My Way (Katalognummer: 73008 26043 2). Am 6. Januar des Folgejahres erschien das Lied als zweite Singleauskopplung aus dem Album.

## Inhalt und Stil
Nice & Slow ist eine langsame R&B- und Soulballade mit Hip-Hop-Einflüssen. Das Lied wurde in einem langsamen Tempo mit 68 Schlägen pro Minute geschrieben. Es ist in der Tonart As-Dur angesiedelt und folgt der Grundakkordfolge von Fm11–Cm7–D♭maj13–E♭9sus. Ushers Stimme spannt den Bogen vom tiefen Ton von E♭4 bis zum hohen Ton von A♭5. Nice & Slow enthält eine gesprochene Einleitung, während Usher in der Mitte des Liedes einen melodischen Rap einbringt, den Shawnee Smith von Billboard mit dem Stil von Do or Die vergleicht. Usher sagte gegenüber der Time, dass Nice & Slow "eine Art intime Geschichte zwischen einem Mann und einer Frau" verhandeln soll.

## Musikvideo
Das Musikvideo entstand unter der Regie von Hype Williams und wurde im Februar 1998 in Paris gedreht. Das Video beginnt mit der Bildunterschrift "4:00 pm Paris", als Usher aus einem Flugzeug steigt. Zu sehen ist er mit nacktem Oberkörper in einem Hotelzimmer, wie er ein Telefongespräch mit seiner Geliebten (gespielt von Kimora Lee Simmons) führt, das aus dem gesprochenen Intro des Liedes besteht. Simmons und Usher bereiten sich auf ihre Verabredung vor und treffen sich, bevor sie Paris in einem Cabrio erkunden. Dazwischen sind Aufnahmen aus der Froschperspektive zu sehen, in denen Usher auf einem Bürgersteig tanzt. Als der Tag zur Nacht wird, sieht man Usher mit Sonnenbrille Gitarre spielen und ohne Hemd vor dem Eiffelturm tanzen. Usher und Simmons fahren über eine Brücke und werden auf halbem Weg mit mehreren Personen konfrontiert, die Simmons entführen, einsperren und Usher verprügeln. Usher wendet sich an die Polizei, die ihm offenbar nicht hilft und sucht selbst nach dem Entführern. Er bietet diesen eine Aktentasche an, die beim Öffnen explodiert. Usher und die Entführer liefern sich daraufhin einen Nahkampf, danach sind er und Simmons zusammen auf einem Motorrad unterwegs, als die Fenster des Gebäudes im Hintergrund explodieren. Dann sieht man sie triumphierend auf einem Sofa, bevor ein herangezoomter Computer zu sehen ist, auf dem der Titel „Nice & Slow“ immer wieder geschrieben steht. Bis Juni 2025 zählte das Video über 80 Millionen Aufrufe auf der Videoplattform YouTube.

## Rezeption
Der Musikwissenschaftler Richard J. Ripani schrieb, dass Nice & Slow ein Beispiel für den typischen "R&B-Balladenstil ist, der in den späten 1990er Jahren weit verbreitet war".

## Kommerzieller Erfolg

### Chartplatzierungen
| ChartsChartplatzierungen       | Höchstplatzierung | Wochen |
| ------------------------------ | ----------------- | ------ |
| Vereinigte Staaten (Billboard) | 1 (23 Wo.)        | 23     |
| Vereinigtes Königreich (OCC)   | 24 (8 Wo.)        | 8      |

| ChartsJahrescharts (1998)      | Platzierung |
| ------------------------------ | ----------- |
| Vereinigte Staaten (Billboard) | 9           |

### Auszeichnungen für Musikverkäufe
| Land/Region                  | Auszeichnungen für Musikverkäufe (Land/Region, Auszeichnung, Verkäufe) | Verkäufe  |
| ---------------------------- | ---------------------------------------------------------------------- | --------- |
| Neuseeland (RMNZ)            | Gold                                                                   | 5.000     |
| Vereinigte Staaten (RIAA)    | 3× Platin                                                              | 3.000.000 |
| Vereinigtes Königreich (BPI) | Silber                                                                 | 200.000   |
| Insgesamt                    | 1× Silber · 1× Gold · 3× Platin ·                                      | 3.205.000 |

Hauptartikel: Usher/Auszeichnungen für Musikverkäufe

## Coverversionen
- 1999: R. Kelly